# Jan (Timofiejew)
Jan, imię świeckie Iwan Iwanowicz Timofiejew (ur. 20 stycznia 1958 w Kazaniu) – biskup Rosyjskiego Kościoła Prawosławnego.

## Życiorys
Po ukończeniu szkoły średniej wstąpił jako posłusznik do Monasteru Pskowsko-Pieczerskiego. W 1978 rozpoczął naukę w seminarium duchownym w Moskwie, zaś w 1981, po jej ukończeniu, wyższe studia teologiczne w Moskiewskiej Akademii Duchownej. Tytuł kandydata nauk teologicznych otrzymał w niej w 1985. 4 listopada 1987 przyjął święcenia diakońskie, zaś 23 kwietnia 1989 złożył wieczyste śluby zakonne. 15 lutego 1990 został hieromnichem, w 1991 – ihumenem, zaś 28 czerwca 1993 – archimandrytą.
25 lipca 1993 miała miejsce jego chirotonia na biskupa joszkar-olijskiego i marijskiego. Od 29 lutego 2004 nosił tytuł arcybiskupa.
5 stycznia 2011, po śmierci metropolity wiackiego i słobodzkiego Chryzanta, został locum tenens eparchii wiackiej i słobodzkiej. Funkcję tę pełnił do wyznaczenia nowego ordynariusza, biskupa Marka.
6 października 2017 r. stanął na czele nowo utworzonej metropolii marijskiej, w związku z czym otrzymał 4 listopada tegoż roku godność metropolity.
Od 1 czerwca do 25 sierpnia 2020 r., w związku ze śmiercią metropolity czeboksarskiego i czuwaskiego Barnaby, czasowo zarządzał eparchią czeboksarską. Od 20 listopada do 8 grudnia 2020 r., w związku ze śmiercią metropolity kazańskiego i tatarstańskiego Teofana, czasowo zarządzał eparchią kazańską.